# 鲩两极虫
鲩两极虫（学名：Myxidium ctenopharyngodonis）为两极科两极虫属的动物。分布于俄罗斯以及浙江、黑龙江等，营寄生生活，寄生在鲩的肾。